# Fageicera cubana
Fageicera cubana is een spinnensoort uit de familie Ochyroceratidae. De soort komt voor in Cuba.